# Monument a la Sardana (Lloret de Mar)
El Monument a la Sardana és una obra del municipi de Lloret de Mar (Selva) inclosa en l'Inventari del Patrimoni Arquitectònic de Catalunya. El monument es troba inscrit en un petit monticle el qual imita la silueta d'un cos geomètric com és el decàgon.

## Descripció
En el centre del petit monticle trobem un cos prismàtic de ciment armat, l'ornamentació del qual està estructurada en dos estrats ben diferenciats. Així en la part inferior trobem dues inscripcions: per una banda, en la part frontal de cara al mar es pot llegir el següent: "LLORET DE MAR A LA SARDANA 18/04/1971" Mentre que en la part posterior trobem un fragment del poema de Maragall que diu així: "ÉS LA DANSA SENCERA D'UN POBLE QUE ESTIMA I AVANÇA DONANT-SE LES MANS. .. I ELS POBLES DIRAN: LA SARDANA ÉS LA DANSA MÉS BELLA".
Paral·lelament acompanyen a sengles inscripcions, en aquesta part inferior, un escut de Lloret de Mar i dos escuts de Catalunya. Per la seva banda en la part superior s'han esculpit en relleu unes figures que ballen la sardana. Damunt del cos prismàtic trobem dos cossos esbelts dansant frenèticament al so captivador de la sardana. Unes figures les quals estan compostes a base de planxes de coure i bronze soldades.

## Història
L'any 1971 la vila de Lloret de Mar fou proclamada "Ciutat Pubilla de la Sardana". En commemoració a aquest fet, l'Ajuntament va decidir erigir un monument dedicat a la dansa catalana, que fou dissenyat i executat, en metall, per l'escultor gironí Domènec Fita i Molat. Aquest va néixer en el 1928 a Girona concretament en la Casa de la Caritat on va passar tota la seva infància. Aquesta institució tindrà un paper determinant en el futur de l'artista, ja que serà en aquesta institució on l'animaran a cultivar les seves aficions artístiques en vista de les figuretes de fang que espontàniament modelava.
Després la Direcció Provincial de Girona li va costejar els seus estudis artístics que de 1942 a 1944 va cursar a l'escola de Belles Arts d'Olot amb el mestre Casadevall. Posteriorment a Barcelona va acabar de perfeccionar-se en l'Escola de Belles Art de Sant Jordi. Va ser premiat en el Concurs de Sant Jordi de 1951, convocat per la Diputació Provincial de Barcelona. Poc després va obtenir una beca de l'Ajuntament de la mateixa ciutat.